# Vicq-d'Auribat
Vicq-d'Auribat là một xã, thuộc tỉnh Landes trong vùng Nouvelle-Aquitaine. Xã này có diện tích 4,2 km², dân số năm 2006 là 251 người. Xã này nằm ở khu vực có độ cao trung bình 13 mét trên mực nước biển.

## Biến động dân số
| 1962                                         | 1968 | 1975 | 1982 | 1990 | 1999 | 2006 |
| -------------------------------------------- | ---- | ---- | ---- | ---- | ---- | ---- |
| 190                                          | 204  | 189  | 177  | 190  | 189  | 259  |
| Số liệu từ năm 1962, dân số không tính trùng |      |      |      |      |      |      |